# Trombone by Three
Albums de J.J. Johnson
The Eminent Jay Jay Johnson, Vol. 2
(1956) Trombone for Two
(1956)
Trombone by Three est un album de jazz du tromboniste Jay Jay Johnson sorti en 1956 sur le label Prestige. L'album regroupe des morceaux interprétés en 1949 : quatre par le sextette de Johnson, et quatre autres par le sextette du tromboniste Kai Winding. Les autres titres sont issus d'une séance d'enregistrement de 1951, dirigée par le septuor du tromboniste Bennie Green.

## Enregistrement
Les douze morceaux proposés sur l'album ont été enregistrés en trois séances distinctes par les trois leaders Johnson, Winding et Green. Le sextette de Jay Jay Johnson enregistre les titres 1 à 4, le 26 mai 1949 à New York, puis le sextette de Kay Winding les morceaux de 7 à 10, le 23 aout de la même année. Enfin le septuor de Bennie Green enregistre le 5 octobre 1951 les titres 5, 6 et 11, 12.
| Musicien          | Instrument        | Titre      |  | Équipe technique |                       |
| ----------------- | ----------------- | ---------- |  | ---------------- | --------------------- |
| J.J. Johnson      | trombone          | 1-4        |  | Bob Weinstock    | producteur            |
| Sonny Rollins     | saxophone ténor   | 1-4        |  | Phil De Lancie   | remastering (1992)    |
| Kenny Dorham      | trompette         | 1-4        |  | Ira Gitler       | liner notes d'origine |
| John Lewis        | piano             | 1-4        |  | Don Martin       | couverture            |
| Leonard Gaskin    | contrebasse       | 1-4        |  |                  |                       |
| Max Roach         | batterie          | 1-4        |  |                  |                       |
| Kai Winding       | trombone          | 7-10       |  |                  |                       |
| Brew Moore        | saxophone ténor   | 7-10       |  |                  |                       |
| Gerry Mulligan    | saxophone baryton | 7-10       |  |                  |                       |
| George Wallington | piano             | 7-10       |  |                  |                       |
| Curly Russell     | contrebasse       | 7-10       |  |                  |                       |
| Roy Haynes        | batterie          | 7-10       |  |                  |                       |
| Bennie Green      | trombone          | 5-6, 11-12 |  |                  |                       |
| Eddie Davis       | saxophone ténor   | 5-6, 11-12 |  |                  |                       |
| Big Nick Nicholas | saxophone ténor   | 5-6, 11-12 |  |                  |                       |
| Rudy Williams     | saxophone baryton | 5-6, 11-12 |  |                  |                       |
| Teddy Brannon     | piano             | 5-6, 11-12 |  |                  |                       |
| Tommy Potter      | contrebasse       | 5-6, 11-12 |  |                  |                       |
| Art Blakey        | batterie          | 5-6, 11-12 |  |                  |                       |

## Titres

### Jay Jay Johnson sextette
Quatre morceaux sont interprétés pour cet enregistrement, deux compositions de Johnson (Fox Hunt et Opus V), une par Sonny Rollins et une autre par John Lewis. L'album débute avec le titre Elysee de Lewis, un morceau sur le boulevard parisien tout en douceur, où Max Roach se distingue en « se faufilant à l'intérieur et à l'extérieur du trafic ». Il est suivi par Hilo, « un blues moderne » proposé par Rollins qui interprète à cette occasion l'un de ses tout premiers enregistrements. L'auteur Richard Palmer souligne la créativité du jeune saxophoniste et écrit « qu'il confirme davantage encore sa jeune dextérité et son innovation rythmique ». Les solos de ces enregistrements sont réalisés par Johnson, Rollins, Dorham et Lewis.

### Kay Winding sextette
Les musiciens du groupe formé par Winding sont ceux avec lesquels il se produit dans différents clubs (le Roost puis le Bop City) à la fin de 1949 et en 1950. Le saxophoniste Gerry Mulligan et le pianiste George Wallington, composaient généralement et faisaient les arrangements pour le groupe à cette période. Winding compose ici le morceau A Night on Bop Mountain, Mulligan le titre Waterworks, le morceau fétiche de Mulligan, Broadway un ancien tube de la période swing et enfin Sid's Bounce par le pianiste Jerry Kaminsky. Ira Gitler fait remarquer que les musiciens ont sur ces morceaux « un jeu vigoureux ».

### Bennie Green septuor
Trois des quatre morceaux sont composés par Bennie Green. Ira Gitler souligne le solo de Rudy Williams sur le titre Flowing River qu'il qualifie de « solo pour la postérité », le saxophoniste ici au baryton décède en effet cinq ans plus tard.
| N°     | Titre                        | Compositeur                          | Durée |
| ------ | ---------------------------- | ------------------------------------ | ----- |
| Face 1 |                              |                                      |       |
| 1.     | Elysee                       | John Lewis                           | 3:07  |
| 2.     | Hilo                         | Sonny Rollins                        | 2:43  |
| 3.     | Fox Hunt                     | J.J. Johnson                         | 2:46  |
| 4.     | Opus V                       | J.J. Johnson                         | 2:40  |
| 5.     | Green Junction               | Bennie Green                         | 2:52  |
| 6.     | Flowing River                | Bennie Green                         | 2:40  |
| Face 2 |                              |                                      |       |
| 7.     | A Night on Bop Mountain      | Kai Winding                          | 3:34  |
| 8.     | Waterworks                   | Gerry Mulligan, traditionnelle       | 3:39  |
| 9.     | Broadway [prise alternative] | Billy Bird, Teddy McRae, Henri Woode | 3:19  |
| 10.    | Sid's Bounce                 | Jerry Kaminsky                       | 3:16  |
| 11.    | Whirl-a-licks                | Bennie Green                         | 3:17  |
| 12.    | Pennies from Heaven          | Johnny Burke, Arthur Johnston        | 2:14  |